# ألانا أرينغتون
ألانا أرينغتون (بالإنجليزية: Alanna Arrington) هي عارضة أمريكية، ولدت في 18 نوفمبر 1998 في سيدار رابيدز في الولايات المتحدة.

## روابط خارجية
- ألانا أرينغتون على موقع IMDb (الإنجليزية)
- ألانا أرينغتون على موقع قاعدة بيانات الفيلم (الإنجليزية)
- ألانا أرينغتون على موقع دليل عارضات الأزياء (الإنجليزية)